# Edi Muka
Edi Muka är en svensk konstnär och kurator av albanskt ursprung.
Han har arbetat som professor i fri konst vid konsthögskolan i Tirana i Albanien och var initiativtagare och konstnärlig ledare för den tredje konstbiennalen i Tirana 2005. Tillsammans med Joa Ljungberg var han kurator för Göteborgs Internationella Konstbiennal 2007 och 2010–2014 utställningsintendent på Röda Sten i Göteborg. 2014 lämnade han Röda Sten och är numera kurator på Statens konstråd.